# Ancistria bakeri
Ancistria bakeri is een keversoort uit de familie Passandridae. De wetenschappelijke naam van de soort is voor het eerst geldig gepubliceerd in 1921 door Kessel.